# كونستانتين ستانسيو
كونستانتين ستانسيو (بالرومانية: Constantin Stanciu)‏ (1911 – تاريخ الوفاة غير معلوم) لاعب كرة قدم روماني راحل كان يجيد اللعب في خط الهجوم .
لعب أولا في نادي فينوس بوخارست من 1923 إلى 1935 ثم انتقل إلى نادي يوفنتوس بوخارست من 1935 إلى 1939 ثم اختتم مسيرته الرياضية الرياضية في نادي ميتالوسبورت بوخارست . شارك مع منتخب رومانيا في بطولة كأس العالم 1930 في الأوروغواي .

## روابط خارجية
- كونستانتين ستانسيو على موقع الاتحاد الدولي (مؤرشف)  (الإنجليزية)
- كونستانتين ستانسيو على موقع قاعدة بيانات كرة القدم.إي يو (الإنجليزية)
- كونستانتين ستانسيو على موقع ناشيونال فوتبول تيمز (الإنجليزية)
- كونستانتين ستانسيو على موقع Soccerway.com (الإنجليزية)
- كونستانتين ستانسيو على موقع عالم كرة القدم.نت (الإنجليزية)
- كونستانتين ستانسيو على موقع كووورة